# الزواج المدبر

## تاريخيًا
كان شائع جدا خلال العالم وحتى القرن 18. وهو زواج مرتب بواسطة الآباء، الأجداد، أو أقارب آخرين. هناك بعض الاستثناءات تاريخياً، مثل طقوس الخطبة أثناء فترة عصر النهضة في إيطاليا، وزواج يسمى Gandhavra  في فترة ديانة الفيدا الهندية «نسخة قديمة من الهندوسية». في الصين، يسمى الزواج المرتب بالزواج الأعمى، حيث كان قبل القرن العشرين.  عباره عن مفاوضات وقرارات بين الآباء والأشخاص الآخرين الكبار في العائلتين، ثم يتم إخبار الولد والبنت بأن يتزوجوا، بدون أن يعطوهم حق الموافقة، حتى لو لم يتقابلا طيلة حياتهم. كان الزواج المرتب هو الأساس في روسيا قبل القرن العشرين. حتى نصف القرن العشرين، كان الزواج المرتب شائعا بين العائلات المهاجرة في الولايات المتحدة. كانوا أحيانا يسمونه picture bride marriage. بين الأمريكيين اليابانيين المهاجرين، حيث يتبادل العريس والعروس الصور الفوتوغرافية لمعرفة بعضهم البعض، قبل الزواج. وهذا الزواج يتم ترتيبه عن طريق الآباء أو أقارب من نفس بلدهم، بمجرد أن يستقل المهاجرون وينخلطوا بثقافة جديدة. الزواج المرتب انتقل في الأول إلى شبه زواج مرتب، حيث الآباء أو الأصدقاء يقومون بتقديم الاشخاص إلى بعضهم، ومن ثم يتقابلا  قبل الزواج. مع مرور الوقت أصبح الزواج بين أحفاد المهاجرين يمتاز بالاستقلال وباختيار الأشخاص أنفسهم. امتنع الزواج المرتب وقل جدا، في الدول المزدهره ومع السرعة التي تسود العالم حيث مواقع التواصل الاجتماعي، وازدياد الفردية individualism. وعلى الرغم من ذلك، لا يزال الزواج المرتب موجود في دول أوروبا وأمريكا الشمالية بين العائلات الملكية، الأرستقراطيين ومجموعات الأديان الأقلية minority religious groups  مثل ما يحدث في زواج التنسيب  placement marriage  بين مجموعات الأصوليين fundamentalist Mormon groups في الولايات المتحدة.

## مقارنات
ينقسم الزواج إلى أربع فئات تبعا للدراسات العلمية

### زواج مرتب بالقوة forced arranged marriage
وهو اختيار الآباء أو الواصيين، بدون إبداء أي رأي أو حق للأفراد قبل الزواج، حيث أنه يحدث دون استشارة الأفراد. -يختار الآباء أو الواصيين، ثم تتم استشارة الأفراد، ولدى كل الفرد القوة للرفض. أحيانا يتقابل الفردين خلال جلسة عائلية، أو بشكل خاص privately، قبل الخطوبة والزواج، ويشيع هذا بين اليهود الأرثوذكس. - يختار الأفراد، ثم تتم استشارة الآباء أو الواصيين، ويمكن لهم حق النقض.

### autonomous marriage  زواج قائم على اختيار الأفراد
يختار الأفراد، ولا تتم استشارة الآباء أو الواصيين قبل الزواج. قام عالمان وهم جاري لي Gary Lee ولورين ستون  Lorene Stone بدراسة و
جدوا بها أن أغلب زواج البالغين في التاريخ الحديث، هي أمثلة من الزواج المرتب المثالي أو الزواج ال autonomous  المثالي. وبالمثل فعل برودي Brody  وجرين Greene، فبعد دراستهم 142 ثقافة حول العالم، وجدوا أن 130 ثقافة لديها عناصر من الزواج المرتب. تم رؤية أمثلة للزواج المرتب بالقوة Forced arranged marriage في بعض المجتمعات، وتحديدا في حالات الزواج للفتيات تحت سن العشرين.
الأنواع
هناك أنواع عديدة من الزواج المرتب. وبكل تلك الأنواع يتم استشارة العريس والعروس، أما إذا لم يتم استشارتهم، فيعتبر زواج بالقوة Forced marriage.

### الزواج المرتب من خارج العائلة arranged exogamous marriage
يختار طرف آخر العريس أو العروسة، بغض النظر عن اختلاف الثقافة أو البيئة الاجتماعية. «العائلة تعني نفس القبيلة، المجتمع، الثقافة... الخ»

### الزواج المرتب من داخل العائلة arranged endogamous marriage
وهو زواج يكون بين أفراد لديهم نفس الثقافة ومن نفس القبيلة أو البيئة الاجتماعية.

### زواج الأقاربconsanguineous marriage
هو نوع من أنواع الزواج المرتب من داخل العائلة، يتضمن الزواج بين أبناء العم، بين العم وابن الأخت.. الخ الأكثر انتشارا هو زواج أبناء العم، حيث يمثل 25 40 % بين الزيجات في السعودية وباكستان، ويمثل في المجمل 65 80 % في مناطق عديدة بشمال إفريقيا ووسط آسيا. هذا النوع ضد قوانين عديد من الأماكن في الولايات المتحدة وفي أوروبا. وفي المملكة المتحدة، يعتبر زواج العم لابنه الاخت زواج محرم وغير قانوني. كما هناك دعاوى إلى منع زواج أبناء العم، ولكنه قانوني. ينتشر زواج الأقارب في الدول الإسلامية وبين المهاجرين من دول إسلامية إلى مناطق أخرى، ولكنه غير مرغوب به في المسيحية، الهندوسية والبوذية. كما أنه انتشر في المجتمعات اليهودية قبل القرن العشرين، ولكن قلت النسبة إلى 10% في الأوقات الحديثة.

### الزواج المرتب بين غير الأقارب  Non- Consanguineous arranged marriage
هو الزواج الذي لا تتم استشارة الأجداد أو أحد الأسلاف القريبين به، وينتشر هذا النوع بين الهندوس، البوذيين جنوب آسيا، شرق آسيا، بعض دول افريقيا وأمريكا اللاتينية.

## أسباب الانتشار
على مر تاريخ الإنسانية، تم تشجيع الزواج المرتب بسبب العديد من العوامل مثل زواج الأطفال، التقاليد، الثقافة، الدين، الاختيارات المحدودة.. الخ

### زواج المراهقين
تحديداً من هم تحت سن 12 سنة، الذين لا يملكون فرصة للتفكير واتخاذ القرارات.
في المناطق الريفية في أفريقيا، جنوب آسيا، وأمريكا اللاتينية، حيث الفقر ونقص الخيارات يترك الأطفال في مواجهة مع الفرص المرتفعة للزواج. يمكن رؤية زواج المراهقين في المناطق المعدمه، حيث يخطط الآباء الزواج للأطفال، حتى يضمنوا أمن أطفالهم المادي، وتعزيز الروابط اجتماعيا، ظنا منهم أن هذا يوفر حماية. كما يقلل الزواج من العبئ والمسئولية على الآباء، فيقومون بتزويج بناتهم إلى عائلات ذو دخل، حتى يوفروا ما يقدمونه لها من طعام وملابس والتعليم أحيانا. في المجتمعات التي ترتفع بها معدلات زواج المراهقين، يكون الزواج مرتب بواسطه الآباء. أكثر الدول التي بها زواج مرتب هي النيجر، تشاد، بنجلاديش، أفغانستان، باكستان، كينيا، مالي، غينيا، اليمن، ووسط أفريقيا، كما تم ملاحظة زواج المراهقين في أجزاء من الأمريكتين.

### الفقر
في المجتمعات الفقيرة، كل فم مراهق يحتاج أن يأكل هو عبئ مستمر. فنجد الزواج المرتب للفتاة هو وسيلة لتقليل ذلك العبئ. تم ملاحظة تلك العلاقة بين الفقر والزواج المرتب، عن طريق ملاحظة الانخفاض السريع في معدلات الزواج المرتب في دول آسيا التي يرتفع اقتصادها، تردد الآباء في تزويج فتياتهم حيث أنهم يذهبن إلى العمل.

### تأخر سن الفتاة
تأخر سن الفتاة، خاصة بعد بلوغها 30 سنة، يقلل من فرص الزواج لديهن بشكل مستقل ونابع من قراراتهن، مما يدفعهم إلى الزواج المرتب، حيث يجدن فيه وسيلة فعالة. على سبيل المثال، في الدول التي يزدهر اقتصادها، هناك 40% من الفتيات اليابانيات يصلون إلى سن 29 دون زواج. وللمساعدة في تأخر الزواج، هناك عادة تقاليد للزواج المرتب تسمى Miai-Kekkan وهي عباره عن جلسة، يكون بها العريس والعروس المتوقعين، العائلة، الأصدقاء وخاطب أو خاطبه «شخص يحاول أن يرتب زواج بين اثنين» ويتقابل الفردي لمدة 3 مرات قبل اتخاذ قرار الزواج.

### الاختيارات المحددة
عندما يهاجر مجموعه من الأشخاص إلى دولة أخرى، فهم عادة ما يحبون الزواج من نفس العرق، أما بسبب عدم رغبتهم في الاختلاط بين الأشخاص الآخرين، أو عدم قبولهم من المجتمع الذين يعيشون به. مما يضطرهم إلى اللواط أحيانا وأحيانا أخرى إلى الزواج المرتب. مثل ما حدث في تزاوج السيخ في كندا في الفترة بين 1910 وحتى 1980، الزواج المرتب بين فئات من اليهود. وبين المهاجرين إلى الولايات المتحدة من اليابان قبل عام 1960، والذين عادوا إلى اليابان مره أخرى ليتزوجوا من العائلة، ثم عادوا إلى الولايات المتحدة مرة أخرى. وأحيانا كان يتم إرسال الفتاة اليابانية إلى الرجل لتتزوجه بدون رؤيته مسبقاً.

### العادات والتقاليد
نتائج بعض العادات في الزواج المرتب، على سبيل المثال، في المناطق الريفية في باكستان، أفغانستان، النزاعات والديون الغير مدفوعة في الجرائم، مثل الجرائم التي يتم تسويتها بواسطة كبار القرية «يسمون Jirga» عقاب الجريمة التي تحدث بواسطة الذكور، يكون العقاب فيها، هو جعل الابنة العذراء للعائلة المذنبه «يتراوح عمرها من 5 إلى 12 عاما» تتزوج من ابن العائلة الأخرى. تلك العادة لا تتطلب استشارة الفتاة أو حتى الآباء. ذلك الزواج المرتب للأطفال يسمى بعادة Vani، وفي بعض المقاطعات في باكستان، يطلق عليها Swara  أو Sak.
تنتشر عادة أخرى في الدول الإسلامية مثل باكستان، هي Watta Satta، حيث يتزوج أخ واخت من عائلة واحده إلى أخ واخت من عائلة أخرى، حيث يحدث تبادل بين العائلتين. تلك العادة المتأصلة تعود إلى نوع مرتب من الزواج. حوالي 30% من جميع الزواجات في المناطق الريفية الغربية لباكستان، تتم من نوع Watta Satta، و75% من الزواج عند المسلمين، تتم بين أبناء العم أو الأقارب من نفس الدم، حيث تفضل العائلات المهاجرة ذلك النوع من الزواج المرتب.

### قضايا الميراث
خلال تاريخ الإنسانية، كان الزواج مؤسسة اجتماعية، التي تنتج الأطفال وتنظم الميراث من جيل إلى جيل آخر. حيث تلجأ ثقافات متعددة، وخاصة العائلات الملكية والطبقة الأرستقراطية فاحشه الثراء، إلى ترتيب الزواج من أجل حماية الميراث. هناك طريقة يابانية تعد من طرق الزواج المرتب، تسمى Shim-Pua، يحدث فيها أن تتزوج ابنة عائلة فقيرة إلى ابن عائلة غنية، لتصبح الفتاة خادمة لهم. يظن الآباء أن ذلك خير وسيلة لأن تهرب الفتاة من الفقر. طريقة أخرى للزواج تسمى Zhaozhui، وهي عادة مرتبطة بأن عائلة غنية لا تمتلك وريث، تقوم بزواج مرتب مع ابن عائلة أخرى، ويقوم الابن بالانتقال إلى العائلة الغنية، وأخذ اسم العائلة، والزواج من ابنتهم.

### المهر
في العديد من الثقافات، بالأخص في أفريقيا والشرق الأوسط، يقوم الرجال بتقديم مبلغ من المال إلى عائلة الفتاة المراد زواجها، حتى يحصلون على حق الزواج منها. ويجعل المهر من الفتيات، شئ ثمين في سوق الزواج. تأخذ العائلة المهر، ويعد مصدر دخل للعديد من الأسر الفقيرة. ويتم إعطاء الفتاة لمن يقدم أعلى مهر. في بعض الدول، كلما كانت الفتاة صغيرة، كلما ارتفعت قيمة المهر. تلك العادة تؤثر اقتصاديا على الأسر. حيث تعتبر الأسرة تلك الصفقة وسيلة لزيادة دخل الأسرة. كما يعد المهر أيضا سببا لتهريب الأطفال وزواجهم.

### الدين
تعترف بعض طوائف الأديان بالزواج فقط خلال معتقدها، أي بين أفراد الدين فقط. مثلا يحرم الإسلام زواج بنات المؤمنين من رجال لا ينتمون إلى الإسلام. في كلمات أخرى، يتم تحريم زواج المسلمة إلى غير المسلم. والعقاب الديني لهؤلاء الذين يقومون بتزويج بناتهم إلى رجال غير مسلمين، يكون حاد جدا. وهذا يسبب انتشار الزواج المرتب بين السكان المسلمين في أوروبا. بعض طوائف المسيحية، تسمح بالزواج بين مسيحيين وغير مسيحيين.

### السياسات
يسود الزواج المرتب بين الملوك، والطبقة الأرستقراطية، حيث يكون الزواج من أجل نشر السلام، التجارة، والتحالفات السياسية. فمثلا، عندما يقوم ملك بتزويج ابنه إلى فتاة من الأسرة الحاكمة في ولاية أخرى، هذا يدل على تحالف بين الاثنين. كما يشير إلى التشارك بين الاثنين. على سبيل المثال، الابنة الرابعة لماريا سريسا Maria theresa، ملكة النمسا والمجر ماريا انتوانيت Marie Antoinette، تزوجت من الأمير المتوج «الملك المنتظر»، لويس السادس عشر.

### الإعاقات الفيزيائية
تزيد الإعاقات الفيزيائية من احتمالية الزواج المرتب، أو حتى الزواج بالقوة في العديد من أجزاء العالم. ذكر أوكونجو Okonjo، أن الإعاقات الفيزيائية في العروس أو العريس هو أحد الأسباب المؤدية إلى الزواج المرتب في نيجيريا. العديد من الثقافات في العالم تسودها تقاليد تسعى في مجملها إلى الزواج المرتب الذي يخرج عن إطار الأسرة / أفراد الدم الواحد. تتم ممارسة تلك العادة كثيراً في ثقافة الهندوس، حيث ينتمي العريس والعروس إلى نفس الطبقة، ولكنهم غير أقارب، وليسوا مقربين في الدن، كما أنهم ليسوا من نفس العائلة. أمثلة أخرى للثقافات التي تتبع ذلك النوع من الزواج، تضمن الأشخاص من Amish «مجموعة من الأشخاص في الولايات المتحدة، يخضعون لقوانين دينية معينة تلزمهم بعدم استخدام سيارات، هواتف.. الخ، كما أن ملابسهم ذات تراث قديم، وأغلبهم من المزارعين», كما تتضمن اليهود الأرثوذكس في كندا، الولايات المتحدة، إسرائيل، غرب أوروبا والمسيحيين العرب مثل الأقباط في مصر. كان يتم تقييد حرية الزواج، حتى يتم ضمان أن يتزوج الأطفال من خارج دم العائلة، أي خارج إطار المجموعة أو القبيلة. وكان من الممكن أن تتم خطبة الفتاة قبل أن تولد بعد.

### الاستقرار
ارتفعت معدلات الطلاق في دول الاتحاد الأوروبي والولايات المتحدة، مع ازدياد معدلات الزواج القائم على قرار الأفراد فقط. أقل معدلات طلاق في العالم هي في الثقافات التي بها معدلات مرتفعة من الزواج المرتب، مثل ثقافة Amish في الولايات المتحدة 1%، الهندوس في الهند 3%، اليهود الأرثوذكس في إسرائيل 7%. تبعاً لدراسة عام 2012، 53.25% من الزواج هو زواج مرتب حول العالم. معدلات الطلاق في العالم 6.3%، مما يظهر نجاح معدل الزواج المرتب في العالم. كان ذلك تحفيز للدراسات أن تسأل إذا كان الزواج المرتب أكثر استقرارا عن الزواج القائم على اختيار الأفراد أنفسهم فقط. اقترح بعض الأشخاص انه ليس بالضرورة أن يكون هناك ارتباط بين معدلات الطلاق المنخفضة وبين الاستقرار، حيث يجد العديد من الأشخاص صعوبة في اتخاذ قرار مثل الطلاق، لأنه في بعض الأحيان يمثل وصمة عار في بعض الثقافات. هناك فرق في معدلات الطلاق الملحوظة بين الأنواع المختلفة للزواج المرتب، ترتفع معدلات الطلاق في الدول الإسلامية التي بها زواج أقارب، بشكل ملحوظ جدا. مثل دول، مصر تركيا، قطر والسعودية، تتراوح النسبة بين 20% إلى 35% أما الزواج المرتب بين غير الأقارب، تمثل نسبة الطلاق بها 10%، ومنهم اليهود الأرثوذكس في إسرائيل، والهندوس في الهند

### حقوق الإنسان
هناك العديد من المنظمات العالمية، تتضمن اليونيسف، التي تنظم وتحاول وضع القوانين لمنع الزواج المرتب للأطفال.
الزواج المرتب مادة للمناظرة، فهناك آراء عديدة حول الموضوع ترى شارلوت بنش Charlotte Bunch، أن الزواج المرتب عن طريق الآباء وأعضاء العائلة يعتبر ضغط على الأفراد، وجعلهم يدخلون في علاقات تحت الإكراه.
ويقترح Runch أن الزواج يجب أن يكون قائم على قرارات الأفراد أنفسهم، وعلى النقيض هناك آراء بأن منع الزواج المرتب من الممكن أن يتسبب في أذى للأفراد الذين يرغبون في الزواج. ومن الممكن أن يتسبب ذلك في الاكتئاب لهم.